# Lothlórien
Lothlórien J. R. R. Tolkien Gyűrűk Ura című művében a fiktív Ardáján (ős Földjén) található erdő Középföldén. Az erdő a Celebrant és az Anduin folyók között terül el.

## Eredete
Hasonlóan a Bakacsinerdő északi részén élő tündékhez, a lothlórieniek is erdőtündék voltak, az egykori nandák utódai. Eredetileg a Felső-Anduin mindkét oldalán éltek és azok tartoztak közéjük, akik visszautasították az átkelést a Ködhegységen (Hithaegliren). Így ragadt rájuk később az Avari (vonakodó, visszautasító) név. Lothlórien tünde neve Laurelindórenan volt, később ez a név lerövidült vélhetőleg, mivel az erdő nem terjedt. A későbbi 'Lórien' neve is a 'Lothlórienből' ered.

## Az első átkelés az Anduinon
Az első kor végén az erdőtündék az Anduin keleti oldalán éltek, Khazad-dûm (Mória) törpjeitől távol. A másodkor elején sindák érkeztek az erdőtündék közé a Ködhegység nyugati oldaláról és eredeti nyelvüket felváltotta a sinda. Az újonnan érkezők közé tartozott Amdír is, aki az első uralkodója lett ezen tündéknek. Később érkezett ide Galadriel és Celeborn is, akik Eregion elpusztulása után menekültek keletre. 
Amdír hadsereget állított fel, hasonlóan egy másik sinda úrhoz Oropherhez, és együtt harcoltak az emberek és tündék Utolsó Szövetségében Szauron ellen. Szauront legyőzték és ekkor alapították meg az északi és déli erdőségeket a Ködhegység keleti oldalán, az Anduintól nyugatra és keletre.

## A második átkelés
Szauron visszatérése után Bakacsinerdő déli részébe, az erdőtündék egy része mind északabbra vándorolt Oropher fia Thranduil vezetésével, egy másik részük pedig nyugatra vándorolt, az Anduinon átkelve utolsó sinda vezérükkel Amdír fiával Amrothtal, aki később a harmadkorban kedvesének Nimrodelnek keresése közben tűnt el Edhellond tünde kikötőjében.
Amroth után az erdőtündék urai Galadriel és Celeborn lettek. A birodalmuk eredeti neveit Laurelindórinan (Az Éneklő Arany Völgyének Országa) és Lórinand (Arany Völgy) elhagyták és egyre inkább a Lothlórien (Lórien Virágzása) új nevét kezdtek rá használni, Lórien csodás kertjeinek emlékére, amit Galadrielnek Amanról való távozásakor el kellett hagynia.
Lothlórien nevét később is gyakran rövidítették Lóriennek. (Későbbiekben a név jelentése elhomályosult, nevezték az Arany Országának, maga Szilszakáll pedig "Az Aranyvirágnak" nevezte). A rohirok Dwimordene-nek nevezték (a dwimor szóból, mely kísértete jelent, utalva az erdőben lakozó tünde varázslatra), a nyugori nyelvben "Az Arany Erdő" néven emlegették.
A tünde varázslat Galadriel gyűrűjétől származott, amely megóvta az erdő növényeit a pusztulástól és a haláltól, így Lórienben sohasem hullatták a levelüket a fák. A gyűrű segítségével Galadriel erős védelmet épített ki a gonosz ellen. Csak Szauron személyesen lett volna képes elfoglalni az országot, aki az Egy Gyűrű ura volt.
Lothlórienben voltak Középfölde legnagyobb fái, Númenor bukása után pedig az egyetlen hely volt Középföldén, ahol az Arany mallorn fa nőtt. Az Arany mallornt az itteni tündék Númenor királyától Tar-Aldariontól kapták a Másodkorban. (Később egy mallorn Galadriel Csavardi Samunak adott ajándékaként került a megyébe).

## A harmadik átkelés
A negyedkorban Galadriel távozott az erdőből és hazatért Valinorba. Lothlorien ura Celeborn lett, aki átkelt az Anduinon és Thranduillal együtt megalapította az új tünde királyságot, amely az egész Bakacsinerdőt magába foglalta. Celeborné lett Kelet-Lórien, amely Amon Lanc körül terült el. Arwen királyné halálakor azonban már nagyon kevés tünde élt ezen a vidéken, mivel többségük folyamatosan nyugatra távozott. Miután Celeborn elhagyta Lórient és elköltözött Völgyzugolyba, Lothlórien birodalma megszűnt.